# Çerkes Ethem
Çerkes Ethem (1886-21 septembre 1948), connu aussi sous le nom d'Ethem le Circassien, était un chef de guérilla ottoman circassien, un bandit social, un efe et un soldat. Il est d'abord devenu célèbre pour avoir fondé le Kuva-yi Seyyare, réprimé plusieurs rébellions à grande échelle et remporté des victoires majeures contre les armées grecques envahissant l'Anatolie pendant la Guerre d'indépendance turque,,.